# Kellevie
Kellevie är en ort i Australien. Den ligger i kommunen Sorell och delstaten Tasmanien, i den sydöstra delen av landet, omkring 42 kilometer öster om delstatshuvudstaden Hobart. Antalet invånare är 457.
Trakten är glest befolkad. Närmaste större samhälle är Carlton, omkring 17 kilometer sydväst om Kellevie. 
I omgivningarna runt Kellevie växer huvudsakligen savannskog. Genomsnittlig årsnederbörd är 619 millimeter. Den regnigaste månaden är november, med i genomsnitt 79 mm nederbörd, och den torraste är augusti, med 37 mm nederbörd.